# حقل أبو ماضي
حقل غاز أبو ماضي، هو حقل غاز طبيعي في مركز بلقاس، محافظة الدقهلية، مصر وهو يتبع شركة بترول بلاعيم (بتروبل).

## بداية الأكتشاف
لم يُكتَشف الغاز الطبيعى بكميات تصلح للاستغلال التجارى إلا في عام 1967 حين اكتُشِفَ حقل أبو ماضي في وسط الدلتا في مركز بلقاس، محافظة الدقهلية. وكان بداية الاستكشافات الكبرى للـغاز الطبيعى في مصر.